# Карвелас, Роберт
Ро́берт Карве́лас (англ. Robert Karvelas; 3 апреля 1921, Нью-Йорк, Нью-Йорк, США — 5 декабря 1991, Лос-Анджелес, Калифорния, США) — американский кино- и телеактёр, наиболее известный по роли агента Лараби в ситкоме «Напряги извилины» (1960-е) и фильме «Раздевающая бомба» (1980). Приходился двоюродным братом актёру и комику Дону Адамсу.

## Биография
Родился в семье грека и ирландки. Имел брата-близнеца Уильяма (Билла). Его мать и мать актёра Дона Адамса были сёстрами.
В школьные годы увлекался футболом.
В годы Второй мировой войны служил в Корпусе морской пехоты США. Занимался боксом. Позднее работал биржевым маклером.
В 1965 году начал актёрскую карьеру.
Похоронен на национальном кладбище «Риверсайд».